# Terminus Centre-Ville

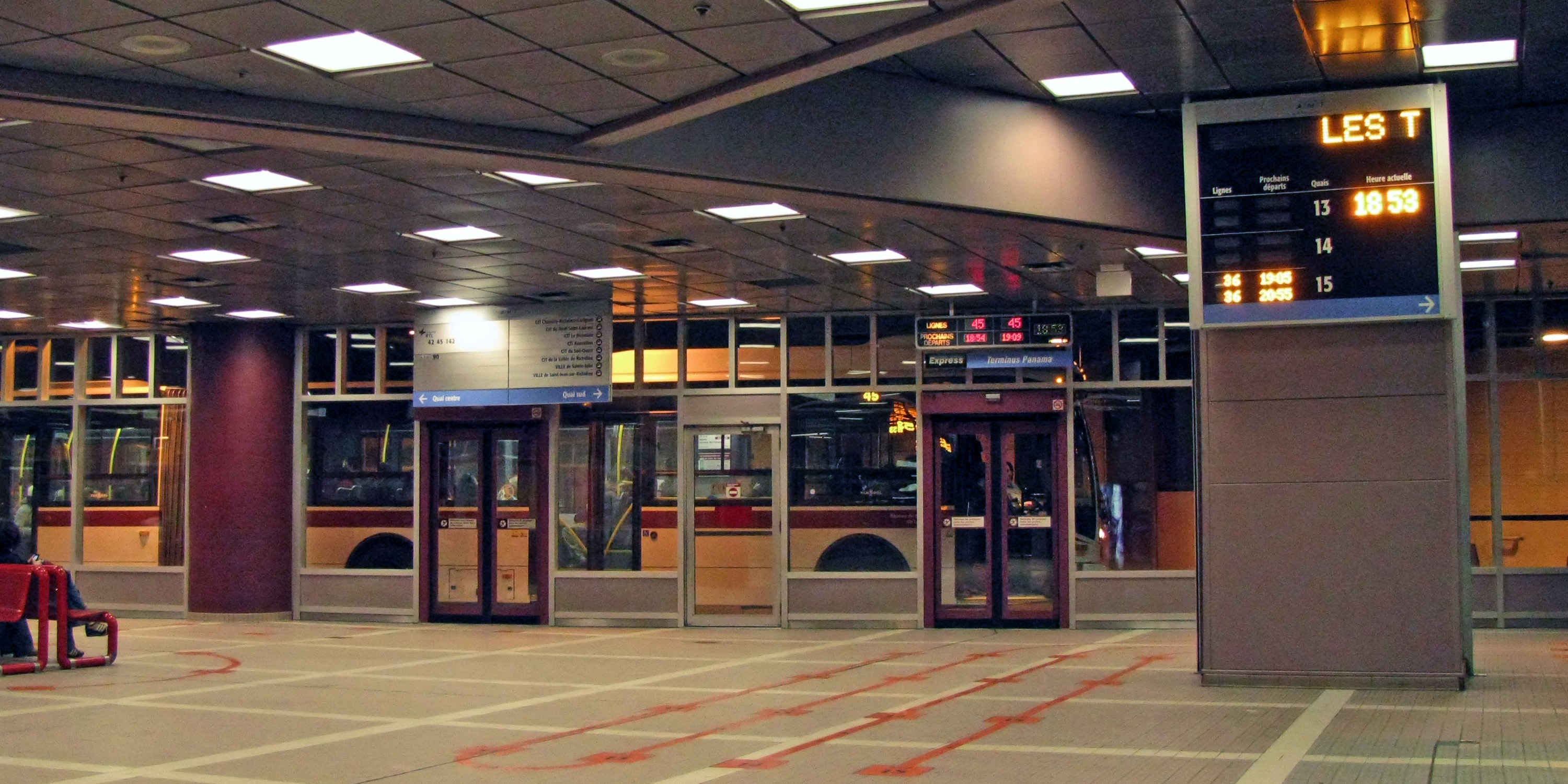
Vista do interior do terminal.

Terminus Centre-Ville é um terminal rodoviário localizado em Montreal, Canadá.
Está dividido entre a plataforma sul, plataforma central e plataforma norte.